# シャーリー・ストーラー
シャーリー・ストーラー（Shirley Stoler,  1929年3月30日 - 1999年2月17日）は、アメリカ合衆国の女優である。

## 来歴
1929年、ニューヨーク市ブルックリン区でポーランド系の家庭に生まれる。1955年に舞台デビューを果たし、1969年にオペラ作曲家だったレナード・カッスルが映画監督として初メガホンを取った犯罪ドラマ『ハネムーン・キラーズ』で映画デビュー。同作品は実際に起った殺人事件が原案となっており、ストーラーはトニー・ロビアンコと共に主役の殺人者カップルを演じた。1978年にはロバート・デ・ニーロ、メリル・ストリープ、クリストファー・ウォーケンらが出演したドラマ映画『ディア・ハンター』へも出演して、ジョン・サヴェージ演じるキャラクターの母親も演じている。アメリカ映画以外にも『本当に若い娘』などのフランス映画へも出演したほか、その後もテレビドラマやスパイク・リー監督の『マルコムX』などの作品でキャリアを積んだ。

### 死去
1999年、マンハッタンの自宅で心不全のため死去。69歳だった。

## 出演作品

### 映画
- ハネムーン・キラーズ The Honeymoon Killers (1969)
- コールガール Klute (1971)
- セブン・ビューティーズ Pasqualino Settebellezze (1975)
- 本当に若い娘 Une vraie jeune fille (1976)
- The Displaced Person (1977) ※テレビ映画
- The Liberation of Honeydoll Jones (1977)
- ディア・ハンター The Deer Hunter (1978)
- Seed of Innocence (1980)
- Below the Belt (1980)
- Second-Hand Hearts (1981)
- Splitz Splitz (1982)
- The Brass Ring (1983) ※テレビ映画
- A Stroke of Genius (1984)
- マドンナのスーザンを探して Desperately Seeking Susan (1985)
- Brass (1985)
- タイム・リミットは午後3時 Three O'Clock High (1987)
- スティッキー・フィンガーズ Sticky Fingers (1988)
- シェイクダウン Shakedown (1988)
- フランケンフッカー Frankenhooker (1990)
- マイアミ・ブルース Miami Blues (1990)
- Sons (1990)
- Age Isn't Everything (1991)
- Topsy and Bunker: The Cat Killers (1992)
- Mac (1992)
- マルコムX Malcolm X (1992)
- Me and Veronica (1993)
- ラブリー・オールドメン Grumpier Old Men (1995)
- The Deli (1997)

### テレビドラマ
- The Edge of Night (1956)
- ワン・ライフ・トゥ・リヴ One Life to Live (1968)
- チャーリーズ・エンジェル Charlie's Angels (1979)
- Skag (1980)
- Bring 'Em Back Alive (1983)
- 超能力プリンス マシュー・スター The Powers of Matthew Star (1983)
- ピーウィーのプレイハウス Pee-wee's Playhouse (1986)
- Kate & Allie (1989)
- In the Heat of the Night (1989)
- ロー&オーダー Law & Order (1991)

## 参照
1. 1 2 3  “Shirley Stoler Biography”. 2014年7月15日閲覧。